# Joseph Wittebols
Joseph Pierre Albert Wittebols S.C.I., né à Etterbeek (Belgique), le 12 avril 1912 et mort (assassiné) à Wamba (Congo) le 26 novembre 1964, est un prêtre catholique belge et missionnaire au Congo belge. Membre de la congrégation des prêtres du Sacré-Cœur de Saint-Quentin, il fut évêque de Wamba, au Congo belge. Il est ordonné prêtre le 11 juillet 1937 et part pour le Congo belge en 1938. Le 10 mars 1949, il est nommé vicaire apostolique de Wamba, et il est consacré le 16 juin 1949.
Joseph Wittebols est assassiné le 26 novembre 1964 à Wamba pendant la rébellion Simba.

## Biographie

### Jeunesse
Joseph (Jefke) Wittebols grandit comme un vrai ketje bruxellois et le reste toute sa vie, mélangeant volontiers le français et le bruxellois. Sa mère Marie-Thérèse Aldeweireldt, domestique, épouse Pierre Wittebols en 1900. Il poursuit de bonnes études à l'institut Saint-Louis de Bruxelles et au collège du Sacré-Cœur de Tervuren, puis il entre au noviciat des déhoniens de Brugelette et fait son scolasticat à Notre-Dame-du-Congo de Louvain.

### Prêtre missionnaire à Stanleyville
Le père Wittebols est ordonné prêtre à Louvain le 11 juillet 1937. À l'automne 1938, il embarque d'Anvers pour l'Afrique. Lorsqu'il arrive à Stanleyville, Mgr Verfaillie lui confie la mission d'ouvrir une école pour garçons européens, le collège du Sacré-Cœur, dont il est directeur et aumônier du groupe scout.

### Évêque de Wamba
La mission des prêtres du Sacré-Cœur continue à grandir. Compte tenu de la taille de cette zone de travail - plus de 6 fois celle de la Belgique - la mission est scindée en deux vicariats en 1949. Joseph Wittebols est nommé premier vicaire apostolique du nouveau vicariat de Wamba, dans la région de Nepoko au nord-est. Le 16 juin 1949, il est consacré évêque par le cardinal Joseph-Ernest Van Roey dans le cadre de l'exposition missionnaire de Bruxelles,. En 1959, le vicariat de Wamba est élevé en diocèse par le Pape Jean XXIII.
Il lui faut travailler dur dans son nouveau vicariat et diocèse. Mgr Wittebols développe une relation étroite avec ses missionnaires. Il visite toutes les missions au moins quatre fois par an et entretient une vaste correspondance. Au scolasticat, il était déjà connu pour sa jovialité et sa bonne humeur, et il en est de même au Congo. Joseph Wittebols n'a rien d'un homme autoritaire ; c'est un meneur d'hommes qui encourage et donne confiance. Il donne également de nombreuses retraites, notamment pour encourager les sœurs, européennes et africaines. À son arrivée à Wamba, un seul poste missionnaire, à Bafwabaka, avait des sœurs qui y travaillaient - en 1964, elles sont actives dans dix postes missionnaires et deux autres couvents sont en construction.
Sous la direction de Mgr Wittebols, Wamba devient rapidement un diocèse florissant. En 1949, il y avait huit missions (Wamba, Bafwabaka, Ibambi, Maboma, Pawa, Avakubi, Bafwasende et Panga) ; il ajoute des postes de mission à Nduye, Ngayu, Babonde, Bomili, Lingondo, Mambasa, Bayenga, Legu, Nugo et Obongoni. En 1956, il ouvre une école normale pour la formation des professeurs noirs à Avakubi, en 1957 un petit séminaire pour les candidats prêtres noirs à Lingondo. En 1963, ce petit séminaire compte 63 séminaristes. En 1960, les nouveaux bâtiments de Wamba sont inaugurés. En 1964, presque toutes les missions ont leur propre église et la cathédrale de Wamba est prête.
Il est également préoccupé par les soins de santé. À Bayenga, il reprend un hôpital qui appartenait à une société minière. La situation instable après l'indépendance du Congo belge en 1960 et l'insécurité rendent difficile le travail du personnel médical qui peine à être recruté de l'ancienne métropole. Mgr Wittebols réussit néanmoins à engager le docteur Lombard, un médecin belge, pour la clinique de Bayenga. Le docteur Lombard arrive en juillet 1964. Quatre mois plus tard, il est assassiné par les Simbas.
Mgr Wittebols a transformé la léproserie de Pawa, abandonnée par la Croix-Rouge après l'indépendance de 1960, en une école d'infirmières congolaises à former par des Européens. L'école devait ouvrir ses portes en septembre 1964, mais l'arrivée des rebelles Simbas a empêché son ouverture. En 1962, il visite la Belgique pour la dernière fois et rend visite à sa petite-nièce Juliana Aldeweireldt-De Smedt à Stekene et à sa famille à Moerbeke.

#### Wamba en 1964
Le 30 mars 1964, le personnel de la mission Wamba était composé de:
- 47 prêtres, dont 39 prêtres du Sacré-Cœur, 6 prêtres diocésains congolais et 2 prêtres diocésains européens,
- 12 frères
- 92 sœurs appartenant à quatre congrégation religieuses différentes, dont une congrégation congolaise (Sainte-Famille),

Écoles et soins de santé:
- 325 écoles primaires avec 20 835 élèves (garçons et filles)
- 7 hôpitaux avec 1 016 lits
- 18 dispensaires avec 1 303 658 consultations
- 11 maternités (8 932 naissances)
- 8 léproseries avec 2 791 malades
- 2 résidences pour personnes âgées avec 34 hôtes
- 2 orphelinats avec 112 orphelins

### Torture et assassinat
L'indépendance congolaise en 1960, avec les troubles qui s'ensuivirent, devint fatale pour la mission de Wamba. Mgr Wittebols se rend une dernière fois, en 1962, dans son pays d'origine, la Belgique. Il est en route pour Rome où il doit participer à l'ouverture et première session du Concile Vatican II. Les partisans de Lumumba et Gizenga, forment un contre-gouvernement à Stanleyville et multiplie les déclarations hostile aux missions. La situation économique se détériore rapidement. La situation est si grave que Mgr Wittebols renonce à se rendre à Rome. Il rentre dans son diocèse de Wamba pour être parmi son peuple en ces circonstances particulièrement difficiles. Le 15 août 1964, les rebelles envahissent Wamba et sèment la terreur. Les chefs des tribus locales et les fonctionnaires sont massivement exécutés et le 29 octobre, la mission est occupée. Les humiliations quotidiennes et l'assistance obligatoire à la torture des confrères deviennent habituelles.
Lorsque la ville de Stanleyville est libérée par les parachutistes belges le 24 novembre, les rebelles Simbas dirigent leur colère contre les missionnaires de Wamba. Ces derniers sont contraints, sous les coups, de marcher pieds nus de la mission à la prison. L'évêque, très myope, perd ses lunettes sous les coups. Après plus de tortures, les missionnaires belges sont abattus le 26 novembre 1964. Le colonel Simba aurait réclamé être le premier à tuer Mgr Wittebols lui-même. Les corps des missionnaires sont ensuite mutilés par une foule armée de couteaux et de lances.